# Olympische Sommerspiele 1964/Leichtathletik – 10.000 m (Männer)

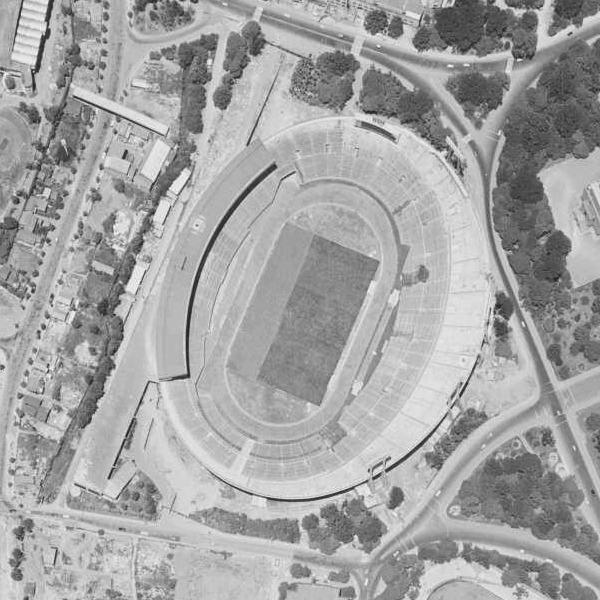
Luftaufnahme des Olympiastadions im Jahr 1963

Der 10.000-Meter-Lauf der Männer bei den Olympischen Spielen 1964 in Tokio wurde am 14. Oktober 1964 im Olympiastadion Tokio ausgetragen. 29 Athleten nahmen teil.
Olympiasieger wurde der US-Amerikaner Billy Mills. Er gewann vor dem Tunesier Mohamed Gammoudi und dem Australier Ron Clarke.
Drei Deutsche gingen an den Start, während Läufer aus Österreich, der Schweiz und Liechtenstein nicht teilnahmen. Siegfried Herrmann wurde Elfter, Siegfried Rothe belegte Platz zwanzig, Arthur Hannemann kam als 27. ins Ziel.

## Rekorde

### Bestehende Rekorde
| Weltrekord         | 28:15,6 min | Ron Clarke ( Australien)        | Melbourne, Australien | 18. Dezember 1963 |
| Olympischer Rekord | 28:32,2 min | Pjotr Bolotnikow ( Sowjetunion) | OS Rom, Italien       | 8. September 1960 |

### Rekordverbesserung
Der US-amerikanische Olympiasieger Billy Mills verbesserte den bestehenden olympischen Rekord im Rennen am 14. Oktober um 7,8 Sekunden auf 28:24,4 min. Zum Weltrekord fehlten ihm 8,8 Sekunden.

## Durchführung des Wettbewerbs
29 Athleten traten am 14. Oktober um 16:00 Uhr (UTC + 9) zum Rennen an. Vorläufe gab es nicht.

## Resultat und Rennverlauf

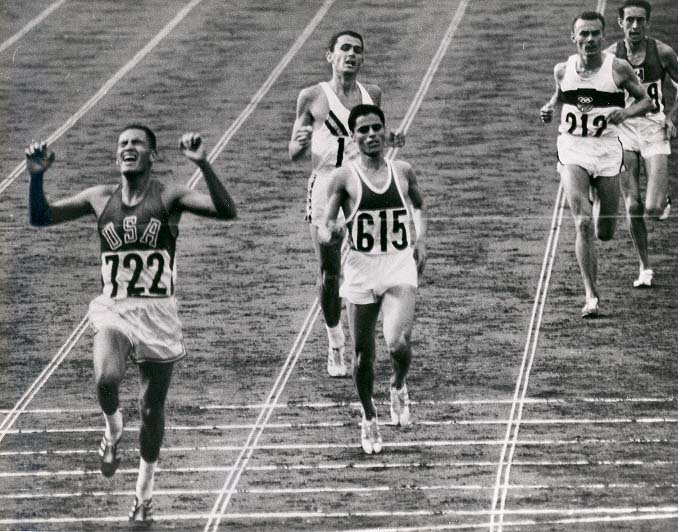
Billy Mills (722) vor Mohamed Gammoudi (615), direkt hinter Gammoudi: Ron Clarke, rechts im Hintergrund: die überrundeten Läufer Siegfried Herrmann (DDR) (212) und Henri Clerckx

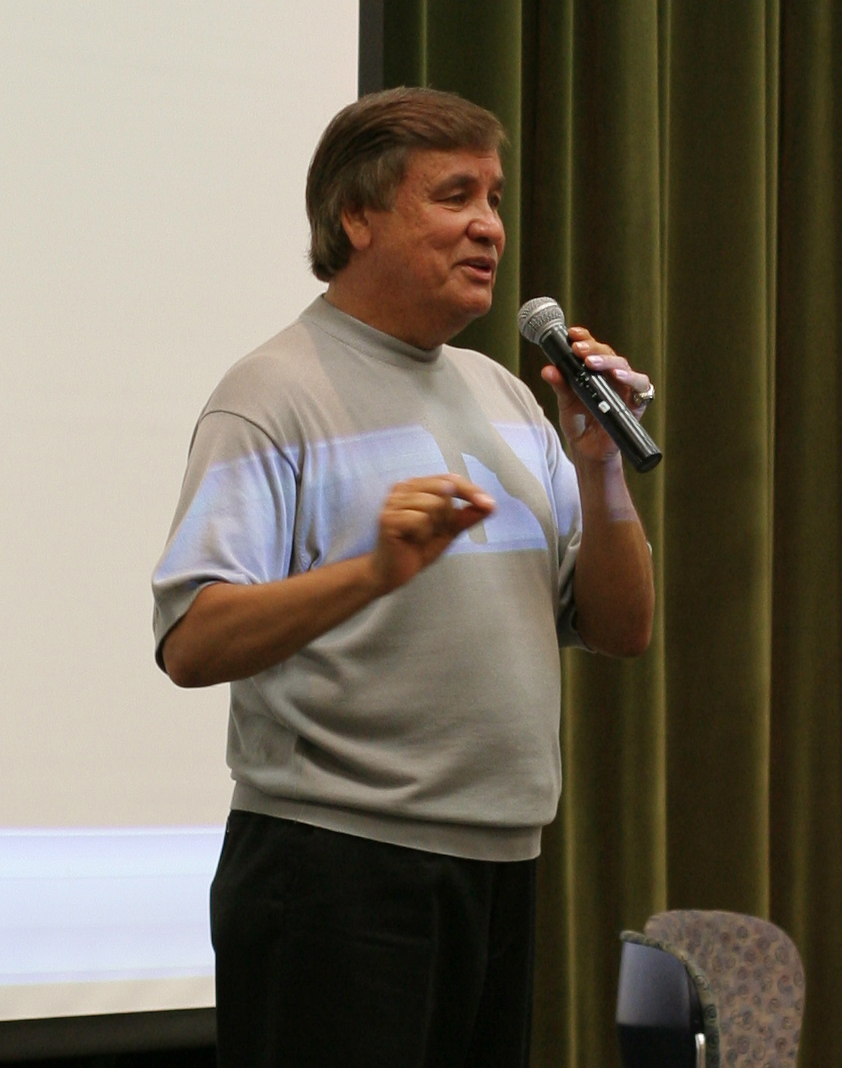
Olympiasieger Billy Mills
(hier im Jahr 2007)

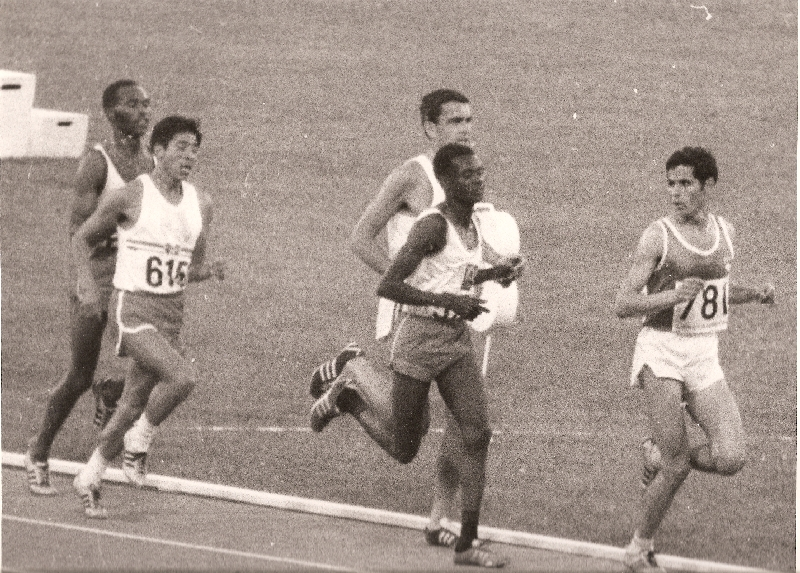
Silbermedaillengewinner Mohamed Gammoudi (hier als Führender bei seinem 5000-m-Olympiasieg 1968) /
Bronzemedaillengewinner Ron Clarke (in diesem Rennen von 1968 noch an dritter Stelle liegend)

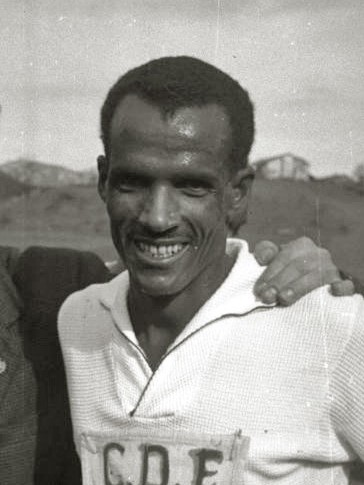
Der viertplatzierte Mamo Wolde – 1968 unter anderem Olympiasieger im Marathonlauf

Datum: 14. Oktober 1964, 16:00 Uhr
Wetterbedingungen: bewölkt, ca. 18 °C, Luftfeuchtigkeit ca. 84 %
| Platz | Name                    | Nation           | Zeit        | Anmerkung |
| ----- | ----------------------- | ---------------- | ----------- | --------- |
| 1     | Billy Mills             | USA              | 28:24,4 min | OR        |
| 2     | Mohamed Gammoudi        | Tunesien         | 28:24,8 min |           |
| 3     | Ron Clarke              | Australien       | 28:25,8 min |           |
| 4     | Mamo Wolde              | Äthiopien        | 28:31,8 min |           |
| 5     | Leonid Iwanow           | Sowjetunion      | 28:53,2 min |           |
| 6     | Kōkichi Tsuburaya       | Japan            | 28:59,3 min |           |
| 7     | Murray Halberg          | Neuseeland       | 29:10,8 min |           |
| 8     | Tony Cook               | Australien       | 29:15,8 min |           |
| 9     | Gerry Lindgren          | USA              | 29:20,6 min |           |
| 10    | Franc Červan            | Jugoslawien      | 29:21,0 min |           |
| 11    | Siegfried Herrmann      | Deutschland      | 29:27,0 min |           |
| 12    | Henri Clerckx           | Belgien          | 29:29,6 min |           |
| 13    | Jean Fayolle            | Frankreich       | 29:30,8 min |           |
| 14    | Teruo Funai             | Japan            | 29:33,2 min |           |
| 15    | Jean Vaillant           | Frankreich       | 29:33,6 min |           |
| 16    | József Sütő             | Ungarn           | 29:43,0 min |           |
| 17    | Josef Tomáš             | Tschechoslowakei | 29:46,4 min |           |
| 18    | Ron Hill                | Großbritannien   | 29:53,0 min |           |
| 19    | Pål Benum               | Norwegen         | 30:00,8 min |           |
| 20    | Siegfried Rothe         | Deutschland      | 30:04,6 min |           |
| 21    | Michael Bullivant       | Großbritannien   | 30:12,0 min |           |
| 22    | Fergus Murray           | Großbritannien   | 30:22,4 min |           |
| 23    | Barry Magee             | Neuseeland       | 30:32,0 min |           |
| 24    | Ron Larrieu             | USA              | 30:42,6 min |           |
| 25    | Pjotr Bolotnikow        | Sowjetunion      | 30:52,8 min |           |
| 26    | Bruce Kidd              | Kanada           | 30:56,4 min |           |
| 27    | Arthur Hannemann        | Deutschland      | 30:56,6 min |           |
| 28    | Kazumi Watanabe         | Japan            | 31:00,6 min |           |
| 29    | Ranatunge Karunananda   | Ceylon           | 32:21,2 min |           |
| DNF   | Pascal Mfyomi           | Tanganjika       |             |           |
| DNF   | Naftali Temu            | Kenia            |             |           |
| DNF   | Janós Pintér            | Ungarn           |             |           |
| DNF   | Jim Hogan               | Irland           |             |           |
| DNF   | Muharrem Dalkılıç       | Türkei           |             |           |
| DNF   | Andrei Barabaș          | Rumänien         |             |           |
| DNF   | Fernando Aguilar        | Spanien          |             |           |
| DNF   | Mohamed Hadheb Hannachi | Tunesien         |             |           |
| DNF   | Nikolai Dutow           | Sowjetunion      |             |           |
| DNS   | Gaston Roelants         | Belgien          |             |           |
| DNS   | Álvaro Mejía            | Kolumbien        |             |           |
| DNS   | Bill Baillie            | Neuseeland       |             |           |
| DNS   | Armando Aldegalega      | Portugal         |             |           |
| DNS   | Bengt Nåjde             | Schweden         |             |           |

| Überblick: Zwischenzeiten | Überblick: Zwischenzeiten | Überblick: Zwischenzeiten | Überblick: Zwischenzeiten |
| Zwischenzeit- Marke       | Zwischenzeit              | Führende(r)               | 1000-m-Zeit               |
| ------------------------- | ------------------------- | ------------------------- | ------------------------- |
| 1000 m                    | 2:42,0 min                | Mills, Gammoudi           | 2:42,0 min                |
| 2000 m                    | 5:29,6 min                | Clarke                    | 2:47,4 min                |
| 3000 m                    | 8:20,8 min                | Clarke                    | 2:51,2 min                |
| 4000 m                    | 11:13,0 min               | Clarke                    | 2:53,2 min                |
| 5000 m                    | 14:04,6 min               | Clarke                    | 2:51,6 min                |
| 6000 m                    | 16:57,8 min               | Mills                     | 2:53,2 min                |
| 7000 m                    | 19:52,6 min               | Clarke                    | 2:54,8 min                |
| 8000 m                    | 22:47,0 min               | Clarke                    | 2:54,4 min                |
| 9000 m                    | 25:42,8 min               | Clarke                    | 2:55,8 min                |
| 10.000 m                  | 28:24,4 min               | Mills                     | 2:41,6 min                |

Weltrekordhalter Ron Clarke galt als Favorit für die Goldmedaille. Allerdings war der Australier nicht besonders spurtstark. Erwartet wurde ein Dreikampf zwischen Clarke mit den 10.000- und 5000-Meter-Olympiasiegern von 1960 Pjotr Bolotnikow aus der Sowjetunion und Murray Halberg aus Neuseeland.
Ganz zu Anfang setzte sich Bolotnikow an die Spitze. Aber er blieb chancenlos in diesem Rennen und wurde am Ende sogar überrundet. Clarke ging das Rennen schnell an. Bei 5000 Metern war nur noch eine sechsköpfige Spitzengruppe beisammen, die neben Clarke aus dem Äthiopier Mamo Wolde, dem Tunesier Mohamed Gammoudi, dem Japaner Kōkichi Tsuburaya, dem US-Amerikaner Billy Mills und dem Kenianer Naftali Temu bestand. Auch Halberg hatte den Kontakt verloren. Als nächster musste Temu abreißen lassen, nach 6000 Metern dann auch Tsuburaya, zwei Runden vor Schluss fiel Wolde zurück. Bis zur letzten Runde lag Clarke in Führung, hinter ihm nur noch Mills und Gammoudi, alles deutete auf einen Favoritensieg des Weltrekordhalters hin. Auf der letzten Runde war die Situation durch zahlreiche überrundete Läufer ziemlich unübersichtlich. Clarke überrundete einen weiteren Athleten und lief dabei etwas nach außen. Gammoudi nutzte die Gelegenheit und zog zwischen Mills und Clarke hindurch vorbei an seinen Konkurrenten. Schnell hatte der Tunesier in der letzten Kurve einen Vorsprung herausgelaufen, doch Clarke holte auf und lag anfangs der Zielgeraden neben ihm. Während Gammoudi Clarkes Angriff konterte, zog Billy Mills seinen Endspurt an, überholte seine Gegner und hatte im Ziel drei Meter Vorsprung vor Mohamed Gammoudi. Zwei völlige Außenseiter hatten Gold und Silber gewonnen, dem Australier blieb wenigstens noch Bronze. Es sollte die einzige olympische Medaille des großen Tempoläufers Ron Clarke bleiben.
Billy Mills erzielte den ersten US-Olympiasieg auf dieser Strecke.

Mohamed Gammoudi gewann die erste olympische Medaille für Tunesien.

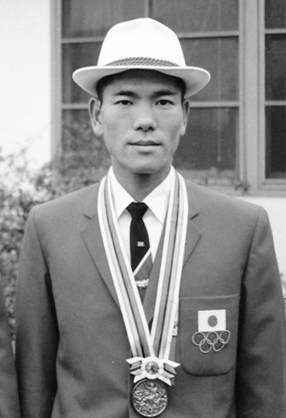
Kōkichi Tsuburaya kam auf den sechsten Platz
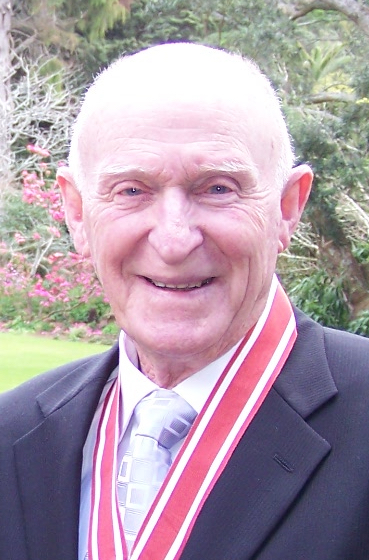
Murray Halberg (hier im Jahr 2008), 1960 Olympiasieger über 5000 Meter, belegte Rang acht
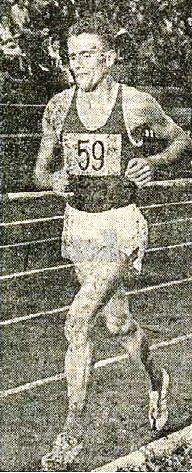
Der zehntplatzierte Franc Červan
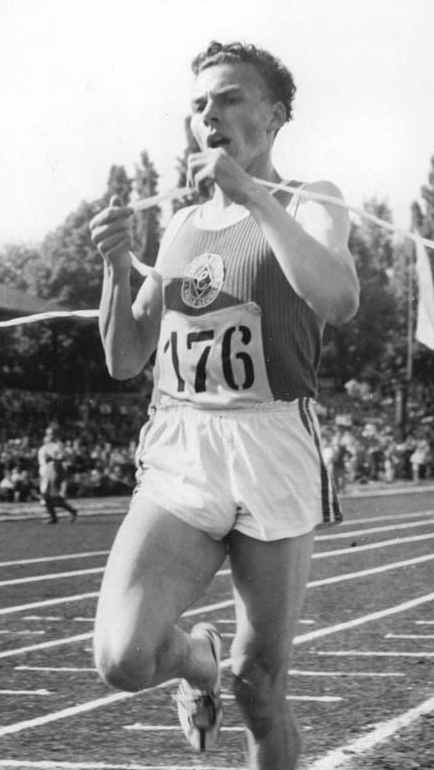
Siegfried Herrmann wurde Elfter
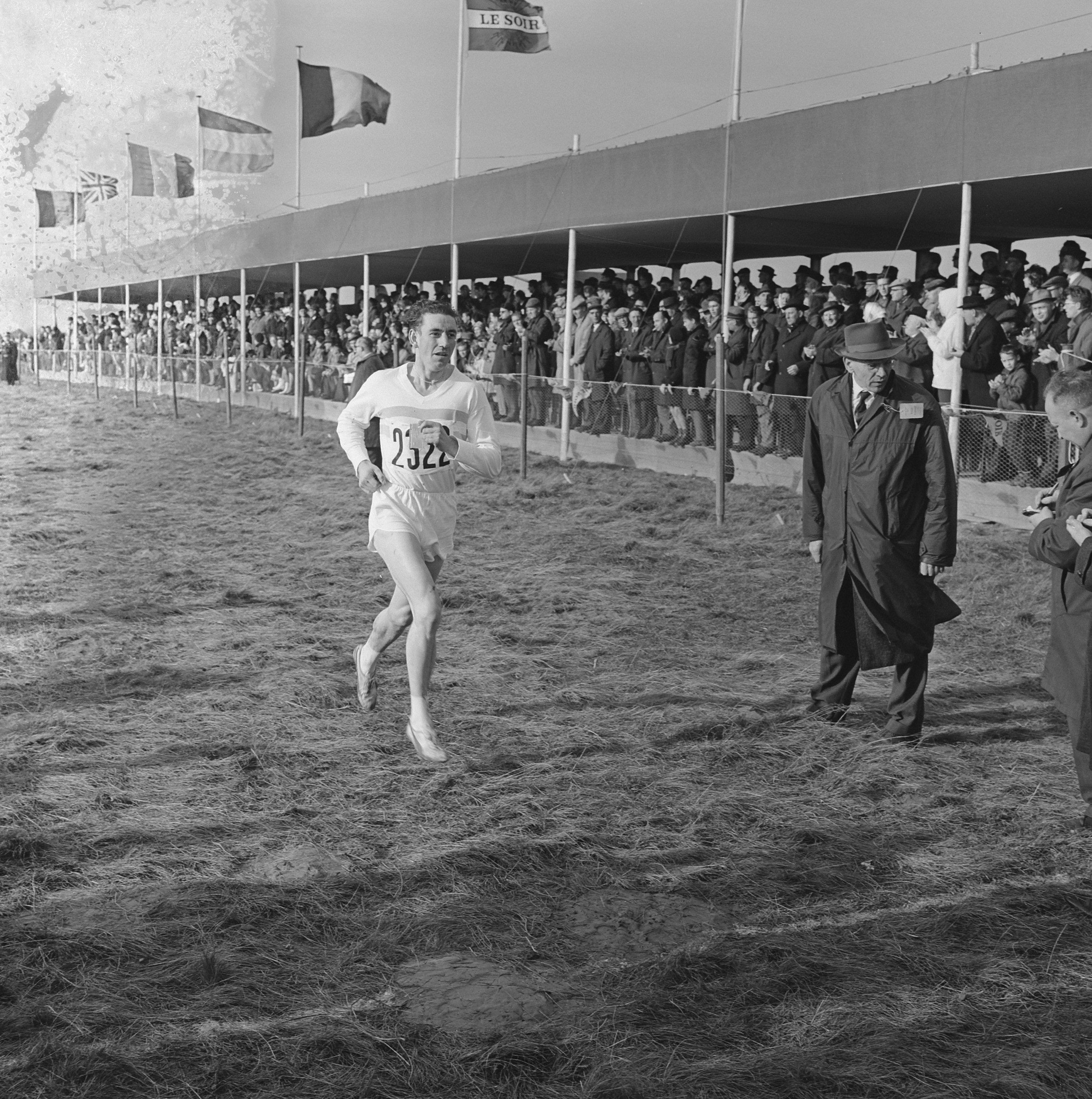
Henri Clerckx erreichte Platz zwölf
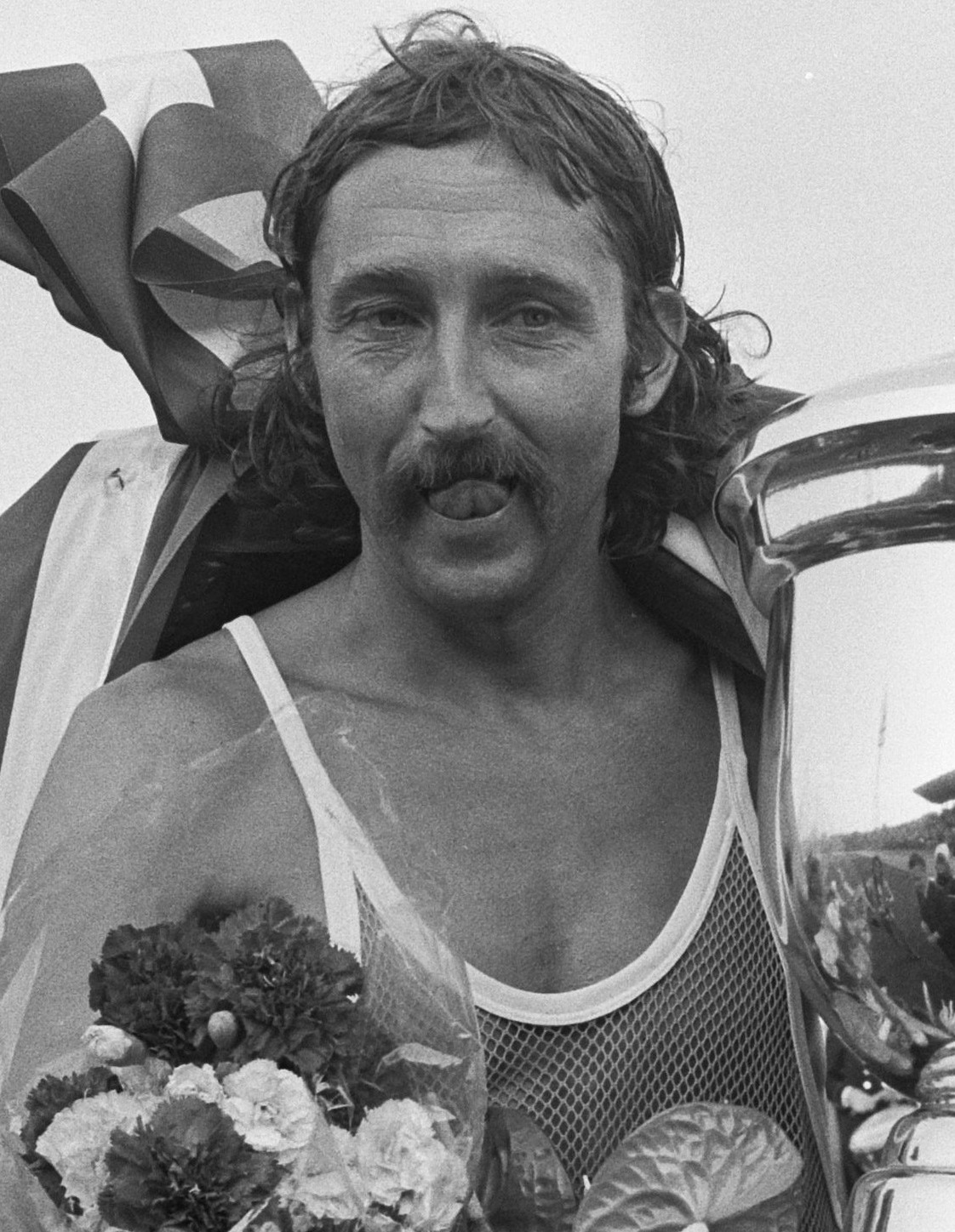
Rang achtzehn für Ron Hill
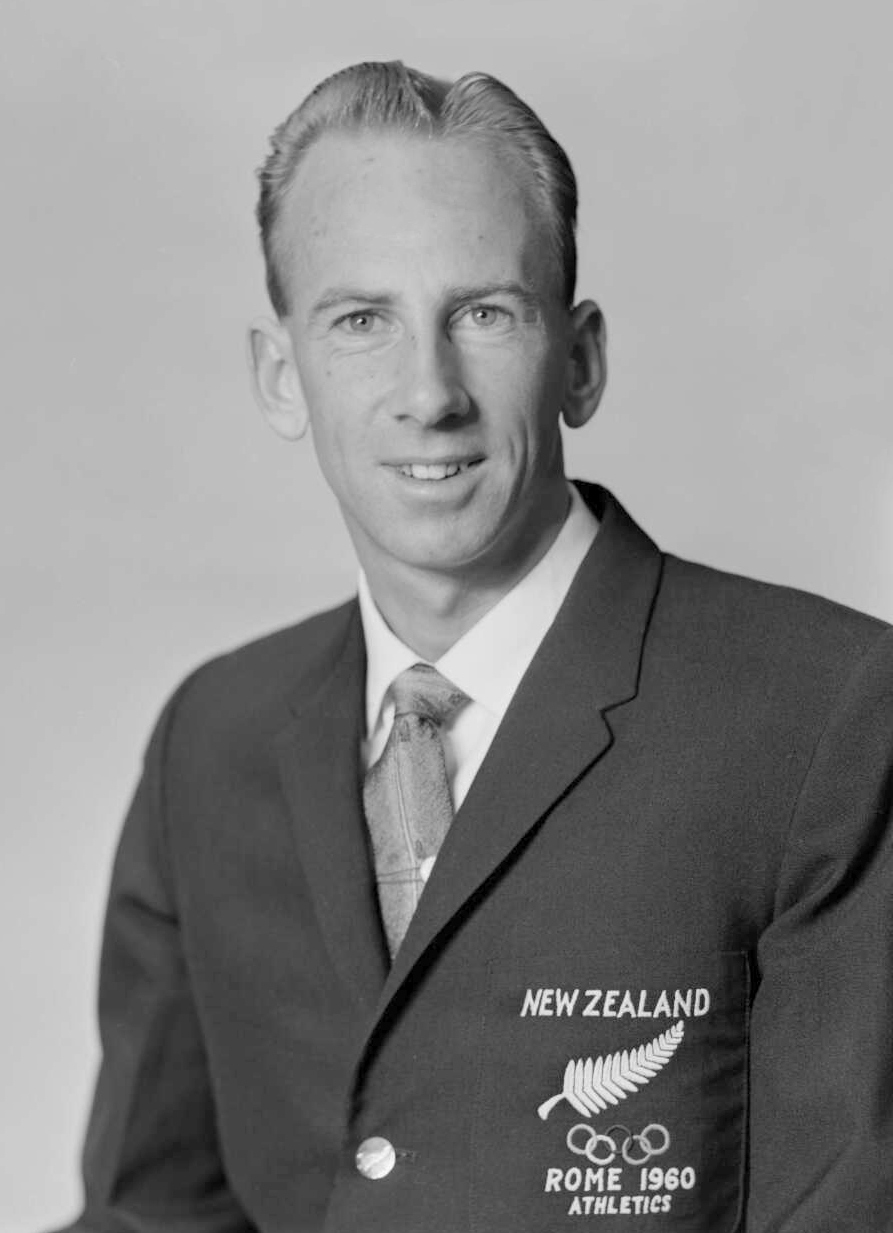
Barry Magee – Platz 23
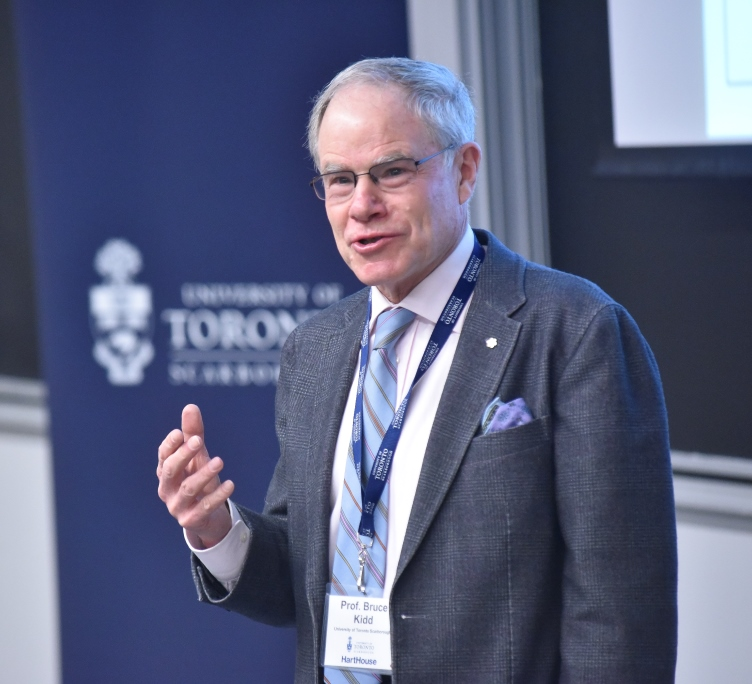
Bruce Kidd (Foto: 2015) – Platz 26
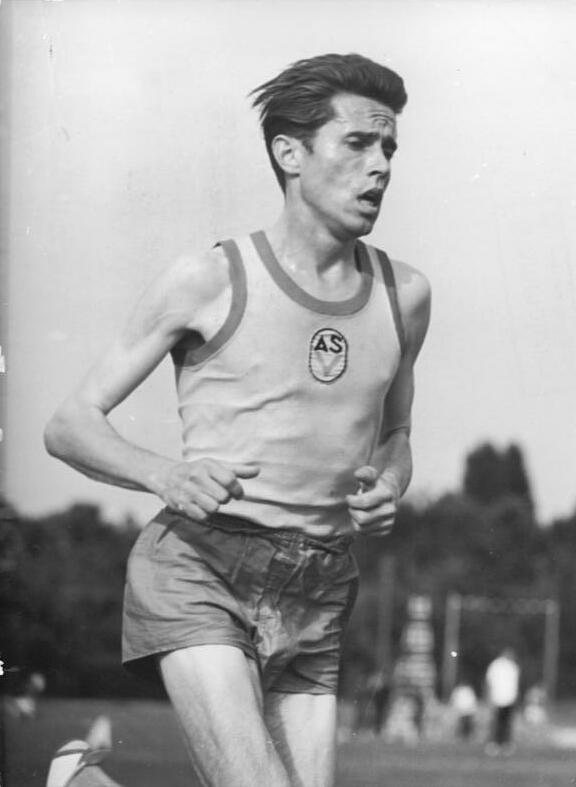
Arthur Hannemann – Platz 27
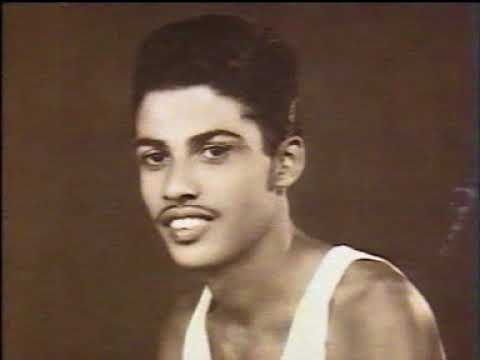
Ranatunge Karunananda – Platz 29
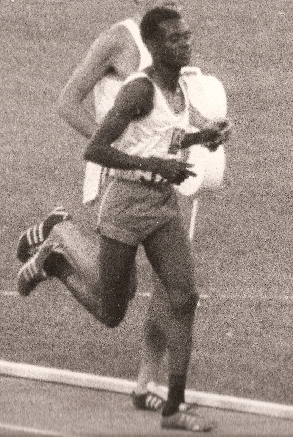
Naftali Temu – 1968 Olympiasieger – Rennen nicht beendet

## Videolinks
- Incredible Moment As Underdog Billy Mills Wins 10,000m Gold – Tokyo 1964 Olympics, youtube.com, abgerufen am 26. Oktober 2017
- 1964 Olympic 10,000m, youtube.com, abgerufen am 6. September 2021
- Billy Mills Profile - Men's 10,000m - 1964 Olympic Games, youtube.com, abgerufen am 6. September 2021
- One of the most courageous inspirational athlete - R Karunanda 1964 olympics, youtube.com, abgerufen am 6. September 2021